# Karsten Schumann
Karsten Schumann (* 1963 in Vacha) ist ein deutscher Sportwissenschaftler und Hochschullehrer.

## Leben
Schumann spielte auf Leistungsebene Handball und stieg 1982 mit der SG Dynamo Suhl-Mitte in die erste Liga der Deutschen Demokratischen Republik auf. Parallel zur Sportlaufbahn machte er eine Lehre zum Fahrzeugschlosser. Seine Handballkarriere musste Schumann im Herbst 1984, der zu jener Zeit seinen Militärdienst in Berlin ableistete und dort Handball spielte, aus Verletzungsgründen beenden.
Er absolvierte von 1985 bis 1989 ein Studium der Sportwissenschaft an der Deutschen Hochschule für Körperkultur (DHfK) in Leipzig. Seine Diplomarbeit schrieb er zum Thema „Ausgewählte Ziele und Aufgaben der Sportpolitik Italiens Mitte der 80er Jahre“. Schumann blieb im Rahmen eines Forschungsstipendiums an der DHfK. 1993 schloss er seine Doktorarbeit ab, dann schon an der sportwissenschaftlichen Fakultät der Universität Leipzig, nachdem die DHfK mit dem Ende der Deutschen Demokratischen Republik aufgelöst worden war. Der Titel seiner Dissertation lautete Empirisch-theoretische Studie zu entwicklungsbestimmenden Bedingungen des Leistungssports der DDR: Versuch einer zeitgeschichtlichen Bilanz und kritischen Wertung vor allem aus der Sicht der Gesamtzielstellung.
Schumann befasste sich ausführlich mit der Geschichte der Deutschen Hochschule für Körperkultur und war Herausgeber des 2003 erschienenen Buches DHfK Leipzig 1950-1990. Chronologie einer weltbekannten Sporthochschule und das abrupte Ende ihrer Geschichte. 2005 veröffentlichte er gemeinsam mit Ronny Garcia das Werk Erkenntnisse und Erfahrungen von DHfK-Trainern in aller Welt sowie im selben Jahr den Aufsatz Zur Ausbildung von hochqualifizierten Skitrainern im Hochschulfernstudium – Ein Rückblick, in dem er sich mit der Trainerausbildung im Fernstudium an der DHfK auseinandersetzte. Weitere Themen seiner sportwissenschaftlichen Arbeit sind neben anderen der Bereich „Theorie und Methodik des Trainings“, welchen er insbesondere anhand der Erkenntnisse der Sportwissenschaft der DDR behandelte, „Der Sport und die Sportwissenschaft in den sozialen Koordinaten“, „Aspekte der Biowissenschaften zur sportlichen Spitzenleistung“ und die „Entwicklung der Trainingssysteme“. Schumann setzte sich in der Zeitschrift Beiträge zur Sportgeschichte kritisch mit der westdeutschen Sportwissenschaft in Hinblick auf deren Betrachtungsweise der Sportwissenschaft in der DDR auseinander.
Ab dem 1. April 2006 und bis 2012 war Schumann beim Deutschen Fußball-Bund (DFB) Assistent von Sportdirektor Matthias Sammer, von Sommer 2012 bis 2016 dann beim FC Bayern München ebenfalls Mitarbeiter von Sportdirektor Sammer. In beiden Tätigkeiten war Schumann jeweils an der Entwicklung von Strategien und Konzepten im langfristigen Leistungsaufbau beteiligt. Er war Mitverfasser der DFB-Ausbildungskonzeption „Der weite Weg zum Erfolg“ sowie der ebenfalls vom DFB herausgegebenen Publikation Eliteschulen des Fußballs. Leitfaden für die Ausbildung.
Er arbeitete im Bereich Sportwissenschaft als Referent für Leistungssport, unter anderem ab dem Wintersemester 2017/18 an der Hochschule für angewandtes Management im Studiengang Fußballmanagement. Im November 2018 wurde er an der Deutschen Hochschule für Prävention und Gesundheitsmanagement in Saarbrücken zum Professor ernannt.